# Ginkgo del Palacio de Buenavista
El ginkgo del Palacio de Buenavista es un árbol singular que se ubica en el Palacio de Buenavista de Madrid, y forma parte del Paisaje de la Luz, un paisaje cultural que fue declarado Patrimonio de la Humanidad el 25 de julio de 2021.

## Descripción
Se trata de un ginkgo biloba, uno de las 105 especies de árbol del género Ginkgo del grupo de las gimnospermas, incluido en el catálogo de Árboles Singulares de la Comunidad de Madrid. Es la única especie viviente de la clase Ginkgopsida, y ha sido mencionada como un ejemplo de relicto o fósil viviente, debido a su presencia desde hace 250 millones de años.
Es un árbol muy ramificado que puede alcanzar hasta 30 metros de altura. El ejemplar que se encuentra en el Palacio de Buenavista de Madrid tiene 26 metros de altura, un tronco con un perímetro de 2,75 metros y una copa con un diámetro de 15 metros, y es de fuste recto y limpio hasta unos 5 metros del suelo. Las hojas poseen nervadura dicotómica, tienen forma de abanico y se agrupan en pequeños salientes leñosos. Las flores masculinas presentan una gran cantidad de estambres dorsiventrales. Se calcula que tiene 120 años.